# Миката, Рэйити
Рэйити Миката (яп. 三ヶ田 礼一  Миката Рэйити, род. 14 января 1967 года) — бывший японский двоеборец, олимпийский чемпион, призёр чемпионата мира.

## Карьера
Первым успехом на международной арене в карьере Микаты стала бронзовая медаль в командном первенстве на Универсиаде в Софии.
В рамках Кубка мира дебютировал в Тронхейме 15 декабря 1990 года и занял 27 место. Больше в сезоне 1990/91 не участвовал, но в феврале принял участие в чемпионате мира в Валь-ди-Фьемме. В личном турнире после прыжков японец был пятым, но по результатам гонки откатился на 16-е место. В командном турнире Миката, Масаси Абэ и Кадзуоки Кодама выиграли бронзовые медали, хотя после первой части турнира занимали второе место.
Сезон 1991/92 стал наиболее успешным в карьере Микаты. Он занял итоговое 14-е место в генеральной классификации. Из восьми этапов он трижды попадал в число пятнадцати сильнейших, получавших кубковые очки (лучший результат — шестое место на этапе в Штрбске-Плесо). На Олимпиаде в Альбервиле Миката показал самые дальние прыжки в первой части соревнований. В рамках командного турнира он дважды улетал за отметку 112 метров, что принесло японцам комфортное преимущество в две с половиной минуты над конкурентами.В рамках лыжной гонки они смогли удержать этот запас и Миката вместе с Таканори Коно и Кэндзи Огиварой стал олимпийским чемпионом. В личном первенстве Миката также показал высокие результаты на трамплине (он был вторым в 16 секундах за австрийцем Офнером), однако в гонке преследования показал слабейшее время и стал только 34-м и почти восьмиминутным отставанием от чемпиона из Франции Фабриса Ги.
Продолжал выступать в Кубке мира по сезона 1993/94. В 1994 году не пробился в состав олимпийской сборной Японии на Игры в Лиллехаммере и принял решение завершить карьеру. Даже несмотря на то, что Миката не принимал участие в олимпийских стартах он был знаменосцем национальной сборной на церемонии открытия Олимпиады. Последний раз участвовал в кубковом старте в марте 1994 года в Саппоро, где занял только 40-е место.
После окончания карьеры работал в гостиничном бизнесе, также в качестве комментатора работал на японском телевидении, в частности комментировал Олимпиады в Турине и Ванкувере.